# Grevillea thyrsoides
Grevillea thyrsoides es una especie de planta fanerógama perteneciente a la familia de las proteáceas.

## Descripción
Es un pequeño arbusto extendido que es endémico de Western Australia. Alcanza una altura de entre 0.3 metros y 0.7 metros de altura y  1.5 metros de ancho. Produce flores rojas durante casi todo el año.

## Taxonomía
Grevillea thyrsoides fue descrita por Carl Meissner y publicado en Hooker's Journal of Botany and Kew Garden Miscellany 7: 77. 1855.
Etimología
Grevillea, el nombre del género fue nombrado en honor de Charles Francis Greville, cofundador de la Real Sociedad de Horticultura.
thyrsoides, epíteto derivado del latín que significa "similar al hinojo".